# ليسلي جين يلويز
ليسلي جين يلويز (بالإنجليزية: Lesley Yellowlees)‏، (من مواليد عام 1953) هي عالمة كيمياء غير عضوية بريطانية تجري أبحاثاً في الكيمياء الكهروطيفية، والخلايا الشمسية، وتفاعلات نقل الإلكترونات، والتحليل الطيفي للرنين المغنطيسي (EPR). انتخابت يلويز رئيسةً للجمعية الملكية للكيمياء من عام 2012 حتى عام 2014 حيث كانت أول امرأة تتولى هذا المنصب.
طورت يلويز اهتمامها بالكيمياء الكهربائية والتقنيات الطيفية المدمجة، وهو مجال اكتسبت فيه شهرة عالمية. لقد وسعت الأساليب التي طورتها خارج إطار الخلايا الشمسية إلى أنظمة أخرى حيث تُعتبر القدرة على دراسة الحركة الدقيقة للإلكترونات أمراً مهماً، على سبيل المثال في البلورات السائلة، الأدوية المضادة للسرطان، البروتينات وفيتامين B12. تم الاعتراف بهذا العمل من خلال انتخابها عضوةً في الجمعية الملكية لإدنبره.

## بداية حياتها وتعليمها
وُلدت يلويز عام 1953 في لندن، وانتقلت إلى إدنبرة في التاسعة من عمرها والتحقت بمدرسة سانت هيلاري للبنات. كان والدها يعمل في شركة رانك هوفيس ماكدوغال، ولديها شقيقتان. أكملت تعليمها العالي في جامعة أدنبرة، حيث حصلت على درجة البكالوريوس في الفيزياء الكيميائية في عام 1975، وشهادة الدكتوراه في الكيمياء الكهربائية غير العضوية في عام 1982. كانت يلويز هي الخريجة الأنثى الوحيدة في دفعتها خلال مرحلة البكالوريوس، وتخرجت بمرتبة الشرف الأولى. وبعد ذلك، بدأت يلويز أبحاث مرحلة ما بعد الدكتوراه في جامعة غلاسكو في عام 1983.

## حياته المهنية وأبحاثها
حصلت يلويز على أول وظيفةٍ لها كمسؤولة في الخدمة الصحية الوطنية، ولكن بعد انتقالها إلى بريسبان، بدأت بعمل أبحاثٍ كهروكيميائية وعملت لاحقاً في جامعة كوينزلاند. بعد عودتها إلى جامعة أدنبرة، للحصول على درجة الدكتوراه في كيمياء الخلايا الشمسية، أصبحت يلويز محاضرةً في الدروس العملية عام 1986، ومحاضرة في عام 1989، وعُينت أستاذةً في الكيمياء الكهربائية غير العضوية في عام 2005. وأصبح بعد ذلك أول امرأةٍ تُعيّن رئيسةً لقسم الكيمياء في الجامعة. كما شغلت منصب نائبة رئيس الجامعة ورئيسة كلية العلوم والهندسة.

## دفاعها عن النساء
بالإضافة لنشاطها العلمي، فإنّ النشاط الرئيسي الآخر العزيز بشكل خاص على قلبها هو تشجيع النساء على العمل في الكيمياء والعلوم بشكل عام. لقد تحدثت في جميع أنحاء العالم لتسليط الضوء على ما يمكن القيام به لتشجيع النساء على العمل بالعلم والانتناء للمجتمع العلمي. حققت يلويز ذلك من خلال العديد من المحادثات ومقالات الصحف والمجلات والمقابلات الإذاعية والتلفزيونية. حيث قالت في أحد مقابلاتها: «لا أعتقد أنّ الأمر يتعلق بالجنس. إذا استطعت تغيير الثقافة فذلك سيعود بالنفع على الجميع – ببساطة، تستفيد النساء بشكلٍ غير تناسبي.»

## تكريمها
أصبحت يلويز عضوةً في الجمعية الملكية للكيمياء في عام 2005 وعضوةً فخرية للجمعية في عام 2015. وأصبحت عضوةً في الجمعية الملكية لإدنبره في عام 2012. وهي أيضاً عضوةٌ في معهد الفيزياء.
للاحتفال بالسنة الدولية للكيمياء، اختار الاتحاد الدولي للكيمياء البحتة والتطبيقية 25 امرأة بما في ذلك يلويز لمنحهم جائزة المرأة المتميزة في الكيمياء/الهندسة الكيميائية.
تولت رئاسة الجمعية الملكية للكيمياء في 4 يوليو/تموز 2012 لمدة عامين (خلفتها البروفيسور دومينيك تيلدسلي).
```
يحتوي معرض الصور الوطني على صورتين لها. وهناك أيضاً لوحة لها رسمها بيتر إدواردز في مبنى بيرلينجتون هاوس، مقر الجمعية الملكية للكيمياء.
[
20
]
```

حصلت يلويز على رتبة عضوةٍ فائقة الامتياز ضمن الإمبراطورية البريطانية MBE في عام 2005 لجهودها في خدمة العلم ورتبة قائدة فائقة الامتياز ضمن الإمبراطورية البريطانية CBE ضمن الرتب الشرفية لعام 2014 لجهودها في خدمة علم الكيمياء.
تحمل يلويز شهادات دكتوراه فخرية من جامعة هيريوت وات (مُنحت عام 2012)، وجامعة إدنبره نابير (مُنحت عام 2016).
حصلت يلويزعلى لقب خريجة جامعة أدنبرة لعام 2013 تكريما لأبحاثها، وقيادتها، وحصلت على جوائز لجهودها في المدافعة عن النساء في مواضيع العلوم والتكنولوجيا والهندسة والرياضيات.

## حياتها الشخصية
تزوجت يلويز من من بيتر يلويز، محاسب قانوني، وأنجبت طفلان.